# Yame-gun

Landkreis Yame in der Präfektur Fukuoka zwischen 2006 und 2010

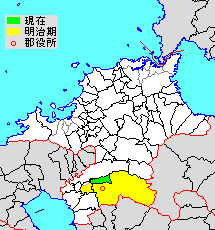
Kreis Yame in Fukuoka (weiß), heutiger Rest grün, Meiji-zeitliche Ausdehnung gelb, moderne (1878–1921/26) Kreisverwaltung rot, Gemeindegrenzen des 21. Jahrhunderts schwarz

Yame (jap. 八女郡, -gun) ist ein Landkreis in der Präfektur Fukuoka in Japan. 
Zum 1. September 2020 hatte er 19.801 Einwohner auf einer Fläche von 37,91 km². Die einzige Gemeinde ist Hirokawa, nachdem zum 1. Februar 2010 die Gemeinden Hoshino, Kurogi, Tachibana und Yabe in die kreisfreie Stadt Yame eingemeindet wurden.